# 返馳式變換器

圖1：返馳式變換器的架構

返馳式變換器（Flyback converters）也稱為反激式转换器或Flyback變換器，是一種輸入及輸出電路之間有電氣隔離的變換器，可以用在交流-直流轉換及直流-直流轉換。返馳式變換器可以視為是有變壓器的降壓-升壓變換器，原理類似降壓-升壓變換器，而將其電感器轉換為變壓器，因此除了電壓轉換外，還有變壓器隔離的效果。若是驅動等离子灯或是多倍壓器，會省略輸出端整流用的二極體，此時會稱為返馳式變壓器。

## 結構及原理

圖2：返馳式變換器的二個不同狀態，在導通狀態下，能量由輸入電壓源到變壓器（由輸出電容器供應負載能量），在斷路狀態下，能量由變壓器到負載（及輸出電容器）

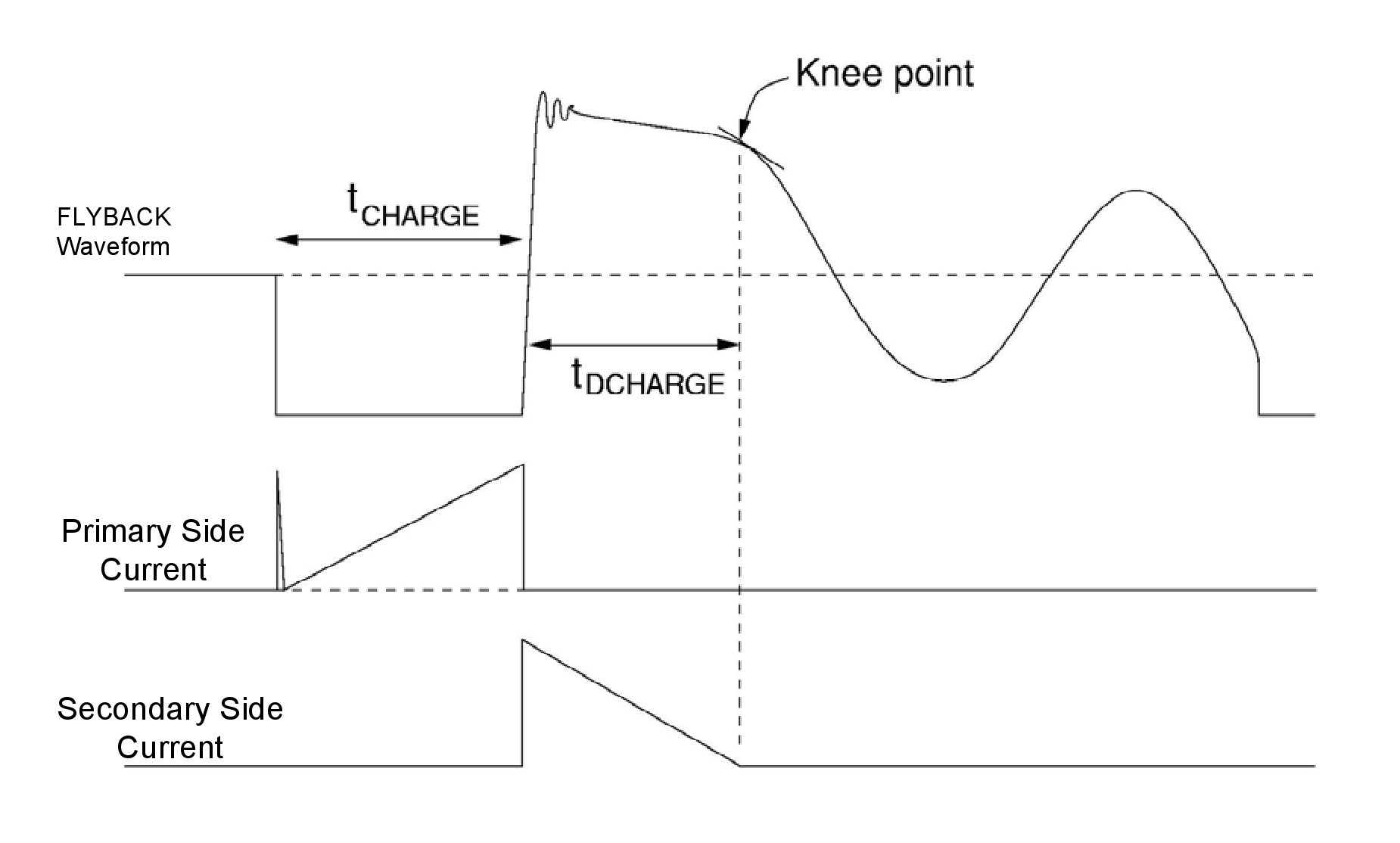
圖3：波形，其中用了一次側的感知技術，可以看到膝點（knee point）

返馳式變換器的電路圖如圖1所示，類似降壓-升壓變換器的架構，將電感器分開，轉換為變壓器，因此動作原理和降壓-升壓變換器很接近：
- 當開關導通時（圖2上圖），變壓器的一次側直接和電源相連，變壓器一次側的電流及磁通增加，能量儲存在變壓器中。二次側感應電壓為負，因此二極體逆向偏壓，輸出電容器提供能量給負載。
- 當開關斷路時（圖2下圖），變壓器一次側的電流及磁通減少，二次側感應電壓為正，因此二極體順向導通，電流會由變壓器二次側流到輸出電容器及負載，也提供能量給電容器及負載。

變換器在能量提供到二次側前，其能量是儲存到電感中。若要有第二組輸出的電壓，只要變壓器有可產生輸出電壓的對應二次側繞組，再加上輸出的二極體及電容器即可，增加的電路不多。若有多組輸出電壓，返馳式變換器只會根據一組輸出電壓切換其功率晶體（控制電壓軌），而控制電壓軌的加載需要早於其他輸出電壓的的加載，這様才能讓PWM啟動，儲存足夠能量給變壓器。

## 運作方式
返馳式變換器是隔離性的電壓轉換器，有二種主要的運作方式，分別是電壓模式控制及電流模式控制（為了運作中的穩定性，主要會使用電流模式控制）。二種模式都需要有關輸出電壓的信號。有三種方式可以得到輸出電壓的信號。第一種方式是在二次側加裝光耦合器，再將信號送回控制器。第二種方式是在變壓器上加額外的偵測繞組，再配合互穩壓的方式進行設計。第三種方式是在放電時，取樣量測一次側的電壓，和標準的一次側直流電壓比較。
第一種方式利用一個光耦合器來達到緊密的電壓及電流調整，而第二種方式適用於一些主要考量價格因素，電壓不需很精準的應用，最多可以在線路設計中省去包括光耦合器在內的11個元件。而且若可靠度是主要考量，光耦合器的MTBF（平均故障間隔時間）不佳，不使用光耦合器的第二種方式會比較理想。第三種方式和第一種方式一様準確，而成本比第二種方式更低，但為了讓電路定期進行放電，需要有最小負載，才能有機會在一次側繞組取樣（1:N）的二次側電壓（在放電時，如圖3）。
量測一次側的方式還有一種變體，是利用監視提供控制晶體電源的輔助繞組上的信號，來達到輸出電壓及電流的調整，可以提昇電壓電流控制的精度。輔助一次側繞組也是在二次側放電時進行量測，但會在一次側的直流電壓上加一個方波電壓，因此視為一次側。
以往針對整個返馳式變換器波形的量測會產生問題，而後來發現在膝點（二次側電流為0的點，如圖3）進行的量測可以較精準的知道二次側的情形。此架構已代替振鈴扼流器（RCC）用在手機充電器中。

## 限制
返馳式變換器若運作在連續導通模式（變壓器電流始終不為零）下，會有以下缺點，使得變換器的控制比較複雜：
- 變換器的轉移函數在右半平面有一個零點，因此電壓回授環需要較低的頻寬。
- 若占空比超過50%，電流模式下的電流回授環需要額外的斜率補償。
- 功率開關會在有正電流時打開開關，意思是功率開關打開的速度也會影響變換器的效率及功率元件產生的廢熱。

返馳式變換器若運作在不連續導通模式（變壓器電流最後為零）下，會有以下缺點，限制變換器的效率：
- 設計時的高均方根電流以及高峰值電流
- 電感器的高通量偏移

## 應用
- 低功率的切換式電源供應器（手機充電器，電腦的備用電源）
- 廉價的多組輸出電源
- 阴极射线管（CRT）電視及螢幕的高壓電源（返馳式變換器一般會整合在水平偏轉線圈（英语：horizontal deflection drive））
- 產生高電壓（例如氙閃光燈泡（英语：Flashtube）、雷射、影印機等）
- 隔離的閘極驅動電路